# Colisée Pepsi

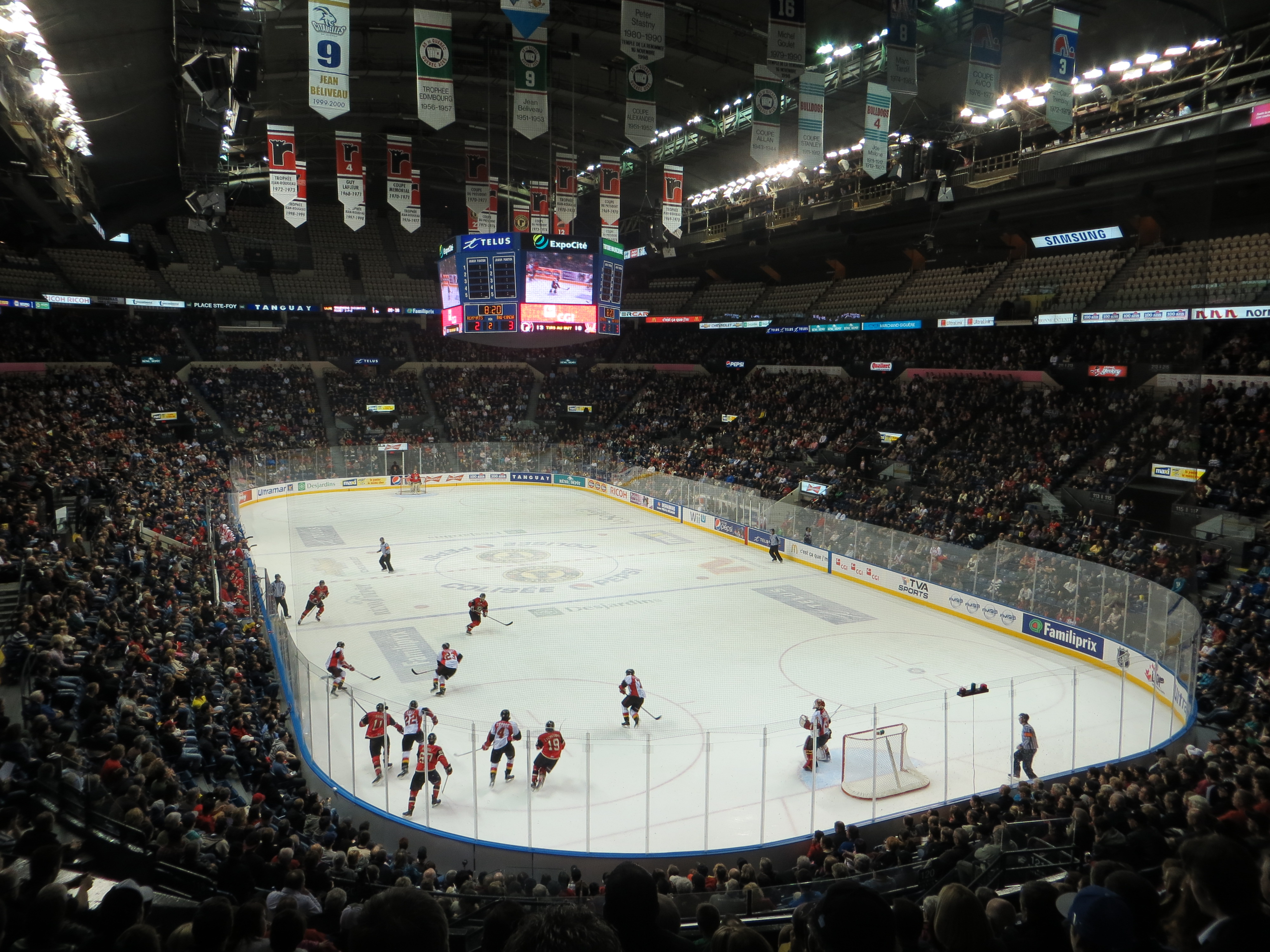
Remparts de Québec möter Baie-Comeau Drakkar i oktober 2012

Colisée Pepsi, en: Pepsi Coliseum, är en inomhusanläggning för sport i staden Québec i provinsen Québec i Kanada.

## Historik
Anläggningen öppnades 1949 som Colisée de Québec, med en publikkapacitet på 10 000 åskådare, för att ersätta en anläggning som byggts 1910, men 1949 förstörts i en brand. Efter en renovering 1980, då stadens ishockeylag Nordiques de Québec (Quebec Nordiques) flyttat från WHA till NHL, utökades publikkapaciteten till 15 750 åskådare för att uppnå NHL:s standardkrav. Pepsi köpte i november 1999 namnrättigheterna, och fastslog namnet Colisée Pepsi den 18:e i samma månad. 

## Evenemang
- Memorial Cup 1971
- Canada Cup i ishockey 1976
- Summit Series 1974
- Rendez-vous '87
- Canada Cup i ishockey 1991
- Världsmästerskapet i ishockey för herrar 2008